# Eugenio Beltrami
Eugenio Beltrami (1835-1900) là nhà toán học người Ý. Năm 1868, Beltrami đã chứng minh được rằng hình học phi Euclid kiểu của Nikolai Ivanovich Lobachevsky có độ cong là hằng số âm.